# Mune: Gardianul Lunii
Mune: Gardianul Lunii (în franceză Mune : Le Gardien de la Lune) este un film de fantezie și de aventură pentru copii, animat pe calculator în 3D, din 2014. A fost regizat de Benoît Philippon și Alexandre Heboyan după un scenariu de Jérôme Fansten și Benoît Philippon.
Filmul a avut premiera la Forum des images la 6 decembrie 2014 și a fost lansat în Franța pe 14 octombrie 2015.

## Prezentare
După ce un demon malefic din magmă și slujitorii săi fură soarele unei lumi magice, noii păzitori ai soarelui și ai lunii trebuie să înceapă o căutare pentru a-l recupera și pentru a-și salva astfel lumea de dezastru, pe măsură ce luna se confruntă și cu amenințarea distrugerii sale.

## Distribuție
- Michaël Gregorio : Mune
- Izïa Higelin : Cire
- Omar Sy : Sohone
- Damien Boisseau : le père de Mune
- Féodor Atkine : Leeyoon
- Éric Herson-Macarel : Necross
- Michel Mella : Mox
- Fabrice Josso : Spleen
- Jean-Claude Donda : Xolal
- Benoît Allemane : Yule
- Patrick Poivey : Phospho
- Patrice Dozier : Krrrack
- Emmanuel Curtil : Zucchini
- Paolo Domingo : les serpents
- Patrick Préjean : le père de Cire